# Roque Olsen
Roque Germán Olsen Fontana, més conegut simplement com a Roque Olsen, (Sauce de Luna, Argentina, 9 de setembre de 1925 - Sevilla, Andalusia, 15 de juny de 1992) va ser un futbolista i entrenador de futbol argentí, nacionalitzat espanyol.

## Biografia
Com a futbolista va fer les primeres passes al Club Atlético Patronato de la Juventud Católica on hi va jugar fins que el 1949 fou traspassat al Club Atlético Tigre. Després passaria a ser de Racing Club. Posteriorment va arribar al Reial Madrid, on va jugar amb els seus compatriotes Di Stéfano i Rial, formant la davantera més productiva del Reial Madrid. El Córdoba Club de Fútbol va ser el club en el qual es va retirar com a futbolista.
Com a entrenador va iniciar la seva carrera al Còrdova CF, el 1957. La temporada 1961-1963, va aconseguir el primer ascens del club a la Primera Divisió, en guanyar 0-4 al Recreativo de Huelva a l'estadi Municipal de Huelva. El 1987 tornaria a dirigir l'equip blanc-i-verd, ja a la 2a Divisió B.
Va dirigir dues temporades el Futbol Club Barcelona: la 1965-1966 i la 1966-1967. En la seva primera temporada l'equip va quedar tercer en la lliga espanyola, però va guanyar la Copa de Fires davant del Reial Saragossa. En la seva segona temporada no va aconseguir guanyar cap títol i la directiva barcelonista el va substituir per Salvador Artigas. Com a entrenador és recordat per la seva fèrria disciplina. En la seva etapa barcelonista va fer arribar un informe a la directiva al qual aconsellava que el club prescindís de Carles Rexach, ja que, segons l'opinió d'Olsen, Rexach no servia per al futbol.
També va entrenar el Sevilla FC en dues etapes, en les temporades 1974-1976 i 1988-1989, el Reial Saragossa, i la Unión Deportiva Las Palmas, entre d'altres equips.